# جیمز کراب
جیمز کراب (انگلیسی: James Crabe؛ ۱۹ اوت ۱۹۳۱ – ۲ مهٔ ۱۹۸۹) فیلم‌بردار اهل ایالات متحده آمریکا بود.

## فیلم‌شناسی
- بچه کاراته‌کار
- ببر را نجات دهید
- سندرم چین
- شیفت شب
- دانشکده پلیس
- دانشکده پلیس ۲
- فرمول
- راکی
- زیگ‌زاگ
- مأمور ه.ا.ر.م